# Saint-André (Dalhem)
Saint-André (Nederlands: Sint-Andries) is een op een hoogte liggend dorpje in de Belgische provincie Luik en een deelgemeente van Dalhem. Het bevindt zich op de grens met de gemeente Herve aan de overzijde van de N672, tegenover het gehucht La Haye. Tot 1 januari 1977 was het een zelfstandige gemeente.

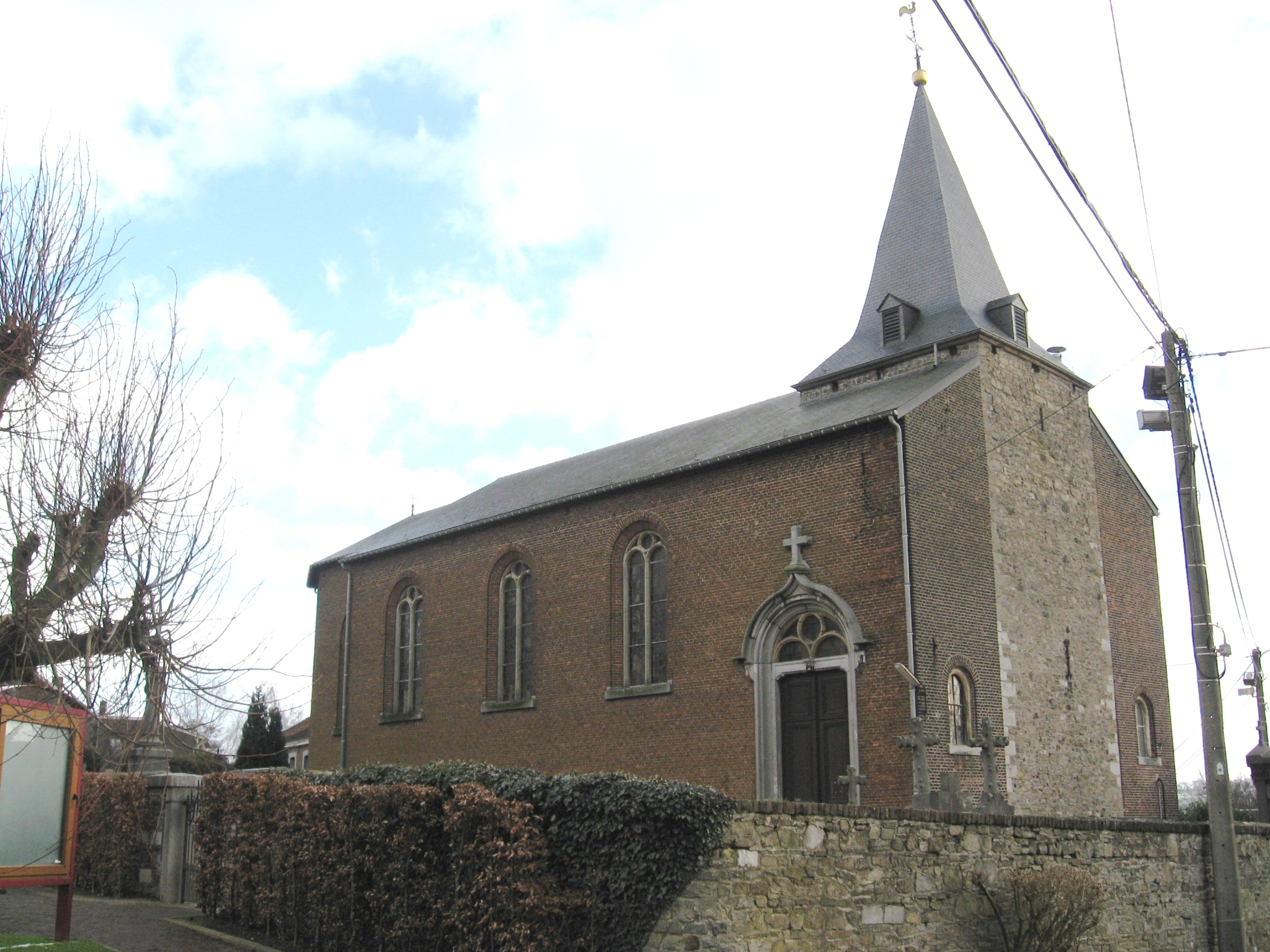
De Sint-Andrieskerk

## Geschiedenis
Saint-André behoorde toe aan de Abdij van Burtscheid, en kwam einde 13e eeuw aan het Hertogdom Brabant, die toen ook Graaf van Dalhem was. Saint-André werd toegevoegd aan de heerlijkheid Trembleur.
De Abdis van Burtscheid bezat het patronaatsrecht van de Sint-Andrieskerk.
Bij de gemeentelijke herindeling van 1977 kwamen de gehuchten Lonneux, Neuvehaye en Tiège bij de gemeente Blegny en Saint-André bij Dalhem.

## Demografische ontwikkeling
- Bronnen:NIS, Opm:1831 tot en met 1970=volkstellingen, 1976= inwoneraantal op 31 december

## Bezienswaardigheden
- De Sint-Andrieskerk, een bakstenen kerkje uit 1859 (neo-klassiek) met rondboogramen en een 12e-eeuwse spitse toren van breuksteen. De muren van de toren hebben een dikte van 1,20 meter. Oorspronkelijk was het gebouw heel eenvoudig en klein. Rondom het gebouw ligt het kerkhof met een aantal hardstenen kruisen onder meer een gotisch exemplaar uit 1548.
- Tegenover de kerk een groot houten kruis met crucifix onder een afdak.
- Oude boerderijen en huizen:
  - Hof van Gorisse, een carréboerderij uit de 17e en 18e eeuw.
  - Heusière nr 1: een hoeve uit de 17e en 18e eeuw
  - Monceau nr 2: een boerderij uit de 18e eeuw met een ovaal bovenlicht in een gebogen fronton boven de deur.

## Natuur en landschap
Saint-André ligt in het Land van Herve, op een hoogte van ongeveer 190 meter. In het westen ligt het dal van de Ruisseau de Loneu en in het oosten het dal van de Ruisseau d'Asse.
Het heuvelachtige landschap wordt gekenmerkt door weilanden, holle wegen en graften.

## Nabijgelegen kernen
Mortroux, Julémont, Mortier, Trembleur, Dalhem
Deelgemeenten: Berneau · Bolbeek · Dalhem · Feneur · Mortroux · Neufchâteau · Saint-André · Weerst

Overige plaatsen: Chenestre · Fêchereux · La Heusière · La Heydt · Mauhin · Les Waides · Wodémont

Belgische gemeenten · arrondissement Luik · provincie Luik · Wallonië